# Campofrío (companie)
Campofrío este o companie spaniolă producătoare de mezeluri, înființată în anul 1952 în orașul Burgos. Compania este cel mai mare procesator de carne din Spania și unul dintre cei mai mari din Europa, cu fabrici în Rusia și România.
În decembrie 2008, compania a fuzionat cu firma americană Smithfield Foods, formând Campofrio Food Group.
Cifra de afaceri în 2007: 968 milioane euro
Venit net în 2007: 32,2 milioane euro

## Campofrío în România
Compania este prezentă în România din anul 1998, când a achiziționat firma Tabco din Tulcea.
În martie 2010, Campofrio Food Group și compania Caroli Foods Group au decis fuziunea a operațiunilor celor două companii, în forma unui joint venture, în România și teritorii învecinate care includ Bulgaria, Republica Moldova, Serbia, Ucraina și Turcia. Compania rezultată, Caroli Group Foods, este cel mai mare procesator de carne din România.
Cifra de afaceri în 2007: 40 milioane euro